# Microregiunea Gödöllő
Microregiunea Gödöllő (în maghiară Gödöllői kistérség) a fost o microregiune statistică (kistérség) din județul Pest, Ungaria.
Cu o populație de 112.309 locuitori și o suprafață de 380,87 km2, aceasta a existat până în 2014, când în Ungaria, microregiunile ”kistérségek” au fost înlocuite de districte (járások).